# Germán Rama
Germán Rama (Montevideo, 11 de agosto de 1932-Ib., 27 de diciembre de 2020) fue un escritor y profesor de historia uruguayo. 

## Biografía
Cuando ingresó a primer año de educación primaria, ya sabía leer y escribir, dado que su madre lo había enviado desde temprana edad a una maestra particular. Ello permitió que cuando llegó a quinto grado de la educación primaria, fuera derivado al liceo sin pasar por el sexto grado. Terminada la educación secundaria realizó preparatorio, cursó dos años en la Facultad de Arquitectura y luego ingresó por concurso al Instituto de Profesores Artigas.
Germán Rama también ocupó el cargo de Director del Consejo Directivo Central (Codicen) entre 1995 y 2000. Implementó un plan de estudios denominado el Plan Piloto, que fue parte de la Reforma Educativa del Plan 96 que fue blanco de críticas por parte profesores y estudiantes en Uruguay.
Germán Rama cuestionó la enseñanza por asignaturas, por lo cual sostuvo: "No tiene sentido que sean asignaturas Física, Química y Biología y no haya una que se llame Ciencias. Esto es porque antes se cursaba Secundaria para ingresar a la Universidad, y hoy eso ya no es así".
En 2011 el expresidente José Mujica en su programa radial “Habla el Presidente” elogió la reforma educativa iniciada por Germán Rama.
Falleció el 27 de diciembre de 2020 a los 88 años, en su ciudad natal Montevideo.

## Libros
- 1968, Grupos sociales y enseñanza secundaria
- 1984, La educación popular en América Latina
- Educación, participación y estilos de desarrollo en América Latina
- 1985, Carrera de los maestros en América Latina
- 1991, Los jóvenes de Uruguay: esos desconocidos: análisis de la Encuesta Nacional de Juventud de la Dirección General de Estadísticas y Censo
- 1992, ¿Aprenden los estudiantes en el ciclo básico de educación media?
- 1992, Qué aprenden y quiénes aprenden en las escuelas de Uruguay: los contextos sociales e institucionales de éxitos y fracasos.[7]